# James Bradberry
James Bradberry (Pleasant Grove, 4 agosto 1993) è un giocatore di football americano statunitense che milita nel ruolo di cornerback per i Philadelphia Eagles della National Football League (NFL).

## Carriera

### Carolina Panthers
Al college, Bradberry giocò a football alla Samford University. Fu scelto nel corso del secondo giro (62º assoluto) nel Draft NFL 2016 dai Carolina Panthers. Debuttò come professionista nella sconfitta coi Denver Broncos del primo turno in cui mise a segno sei tackle e un passaggio deviato. La sua stagione da rookie si concluse con 59 tackle e 2 intercetti in 13 presenze, tutte come titolare. Nelle quattro annate disputate con i Panthers fu sempre stabilmente titolare.

### New York Giants
Il 16 marzo 2020 Bradberry firmò un contratto quadriennale del valore di 45 milioni di dollari con i New York Giants. A fine stagione fu convocato per il suo primo Pro Bowl (non disputato a causa della pandemia di COVID-19) dopo essersi classificato secondo nella NFL con 18 passaggi deviati.

### Philadelphia Eagles
Nel 2022 Bradberry firmò con i Philadelphia Eagles. A fine stagione fu inserito nel Second-team All-Pro dopo avere terminato con 44 placcaggi, 3 intercetti e 17 passaggi deviati. Nel divisional round dei playoff fece registrare un intercetto su Daniel Jones nella netta vittoria per 38-7 sui Giants. Il 12 febbraio 2023 partì come titolare nel Super Bowl LVII ma gli Eagles furono sconfitti per 38-35 dai Kansas City Chiefs.
Il 14 marzo 2023 Bradberry firmó con gli Eagles un nuovo contratto triennale del valore di 38 milioni di dollari.

## Palmarès

### Franchigia
- Super Bowl : 1

Philadelphia Eagles: LIX
- National Football Conference Championship: 2

Philadelphia Eagles: 2022, 2024

### Individuale
- Convocazioni al Pro Bowl: 1

2020
- Second-team All-Pro:

2022